# Fanotify
Fanotify ist ein Modul des Linux-Kernels, welches die Überwachung von Zugriffen auf Dateien und Ordner (englisch file access control) gestattet. Fanotify wird u. a. von dem Virenscanner ClamAV und der readahead-Implementierung von systemd verwendet.
Fanotify wurde in erster Linie entwickelt, um die Anforderungen von  Echtzeitvirenscannern zu erfüllen. Es unterscheidet sich von Inotify dadurch, dass es eine rekursive Überwachung eines gesamten Dateisystems erlaubt und den Zugriff auf eine Datei auch aktiv unterbinden kann. Außerdem benötigt es root-Rechte, wohingegen Inotify von jedem Nutzer eingesetzt werden kann.